# さすらいくん
『さすらいくん』は、藤子不二雄Ⓐによる日本の短編漫画作品および、それを題材としたアニメ作品。

## 概要
サラリーマン生活に嫌気がさした「さすらいくん」が、日本各地を放浪する大人向けギャグ漫画。1973年から1981年まで『週刊明星』で長期連載された。全358話。各話2〜4頁、読切。
『藤子不二雄Ⓐのさすらいくん』のタイトルでテレビアニメ化もされ、1992年4月7日から6月30日にかけて『ギミア・ぶれいく』（TBS系列）内で放映された。全13話。『ギミア・ぶれいく』内で放送された全てのアニメの中で唯一本作のみがビデオ化されていないが、2019年にはデジタルリマスター版が動画配信サービス向けに提供されるようになった。

## コミックス
「添乗さん」
奇想天外文庫 奇想天外社 全1巻（1977年 絶版）
別作品「添乗さん」の同時収録という形で37話がまとめられた。
「さすらいくん」
コミックスーリ 中央公論社 全4巻（1992年 絶版）
テレビアニメ化に伴い229話がまとめられた。第1巻には作者のエッセイがある。

## あらすじ
時間に追われる忙しいサラリーマンの日常に嫌気がさしたさすらいくん。突然、彼は今までの生活と縁を切って日本各地を気ままに旅するさすらいの人生を送ることになる。しかし自由気ままな生活も、よいことばかりとは限らない。

## 登場人物
声はアニメ版のもの。
さすらいくん
声：野沢那智
主人公。普通の日常に嫌気がさしていたごく普通のサラリーマン。突然、彼は放浪の旅を始めた。
喪黒福造
声：大平透
本作の前番組『笑ゥせぇるすまん』の主人公。アニメ版ではさすらいくんが旅に出るきっかけを作った（カメオ出演）。

## アニメ「藤子不二雄Ⓐのさすらいくん」

### スタッフ
- 原作：藤子不二雄Ⓐ
- 総監督：クニトシロウ
- 監督：米谷良知
- 作画監督：岡迫亘弘
- 美術監督：宮野隆
- 撮影監督：山田廣明
- 録音監督：大熊昭
- 音楽：田中公平
- 製作：TBS、ASATSU、シンエイ動画

### 放映リスト
| 話 | サブタイトル     | 脚本         | 絵コンテ | 演出     | 放映日         |
| -- | ---------------- | ------------ | -------- | -------- | -------------- |
| 0  | プロローグ       | 梅野かおる   | 渡辺慎一 | 渡辺慎一 | 1992年 3月24日 |
| 1  | ある日旅立ち     | 梅野かおる   | 渡辺慎一 | 渡辺慎一 | 4月7日         |
| 2  | 桜散る里         | 梅野かおる   | 善聡一郎 | 善聡一郎 | 4月14日        |
| 3  | 温泉町無情       | 梅野かおる   | 渡辺慎一 | 渡辺慎一 | 4月21日        |
| 4  | 古都・春風の誘い | 梅野かおる   | 善聡一郎 | 善聡一郎 | 4月28日        |
| 5  | 恋のマニュアル   | 梅野かおる   | 善聡一郎 | 渡辺慎一 | 5月5日         |
| 6  | 色即是空         | 梅野かおる   | 渡辺慎一 | 善聡一郎 | 5月12日        |
| 7  | 文明の味         | クニトシロウ | 渡辺慎一 | 渡辺慎一 | 5月19日        |
| 8  | 港町純情         | 梅野かおる   | 善聡一郎 | 善聡一郎 | 5月26日        |
| 9  | 田園紀行         | 梅野かおる   | 善聡一郎 | 善聡一郎 | 6月2日         |
| 10 | 旅は道づれ       | 梅野かおる   | 渡辺慎一 | 渡辺慎一 | 6月9日         |
| 11 | 旅列車つれづれ   | 梅野かおる   | 渡辺慎一 | 渡辺慎一 | 6月16日        |
| 12 | 郷愁             | 梅野かおる   | 善聡一郎 | 善聡一郎 | 6月23日        |
| 13 | 銭湯旅情         | 梅野かおる   | 渡辺慎一 | 渡辺慎一 | 6月30日        |

| TBS系 ギミア・ぶれいく内アニメ | TBS系 ギミア・ぶれいく内アニメ | TBS系 ギミア・ぶれいく内アニメ |
| 前番組                         | 番組名                         | 次番組                         |
| ------------------------------ | ------------------------------ | ------------------------------ |
| 笑ゥせぇるすまん               | さすらいくん                   | 笑ゥせぇるすまん               |